# Vladimíra Danišková
Vladimíra Danišková (Banská Bystrica, 8 ottobre 1970) è un'ex cestista slovacca, fino al 1992 cecoslovacca.

## Carriera
Con la Slovacchia ha disputato i Campionati mondiali del 1998.